# オリンピックのローラースポーツ競技

ローラースポーツのピクトグラム

オリンピックのローラースポーツ競技（オリンピックのローラースポーツきょうぎ）は、近代オリンピック夏季大会のローラースポーツ。主管はワールドスケート（旧称国際ローラースケート連盟、国際ローラースポーツ連盟<FIRS>）。

## 概要
1954年5月、アテネでのIOC総会で柔道、バレーボール、アーチェリー、ローラースケート（のちのローラースポーツ）のオリンピック競技化が検討されるが全競技保留に。1992年バルセロナオリンピックでローラーホッケー（のちのリンクホッケー）男子が公開競技として実施される。

2016年8月、IOCは2020年東京オリンピックではFIRSのスケートボードの男女ストリート、男女パークの4種目を追加種目として実施することを決定する。

2019年6月25日、2024年パリオリンピックでの2020年東京オリンピックと同じスケートボード4種目の追加種目採用がIOC総会で事実上、決定した。オリンピック憲章に則り、2020年東京オリンピックで実施状況を検証し、2020年12月のIOC理事会で最終決定することとなった。しかし、東京オリンピックはCOVID-19流行の影響で1年延期となり、前大会の実施状況を見ることなく2020年12月のIOC理事会で実施が決定した。
2028年ロサンゼルスオリンピックからはイニシャル競技に昇格した。

## メダルランキング国別一覧
| 順 | 国・地域             | 金 | 銀 | 銅 | 計 |
| -- | -------------------- | -- | -- | -- | -- |
| 1  | 日本 (JPN)           | 3  | 1  | 1  | 5  |
| 2  | オーストラリア (AUS) | 1  | 0  | 0  | 1  |
| 3  | ブラジル (BRA)       | 0  | 3  | 0  | 3  |
| 4  | アメリカ合衆国 (USA) | 0  | 0  | 2  | 2  |
| 5  | イギリス (GBR)       | 0  | 0  | 1  | 1  |
| 計 | 計                   | 4  | 4  | 4  | 12 |

## 各大会ごとの実施種目
D:公開競技、A:追加種目、•:イニシャル競技
| 実施種目                     | 1992 | 2020 | 2024 | 2028 |
| ---------------------------- | ---- | ---- | ---- | ---- |
| ローラーホッケー男子         | D    |      |      |      |
| スケートボードストリート男子 |      | A    | A    | •    |
| スケートボードストリート女子 |      | A    | A    | •    |
| スケートボードパーク男子     |      | A    | A    | •    |
| スケートボードパーク女子     |      | A    | A    | •    |
| 種目数                       | 1    | 4    | 4    | 4    |